# Arthur Kool

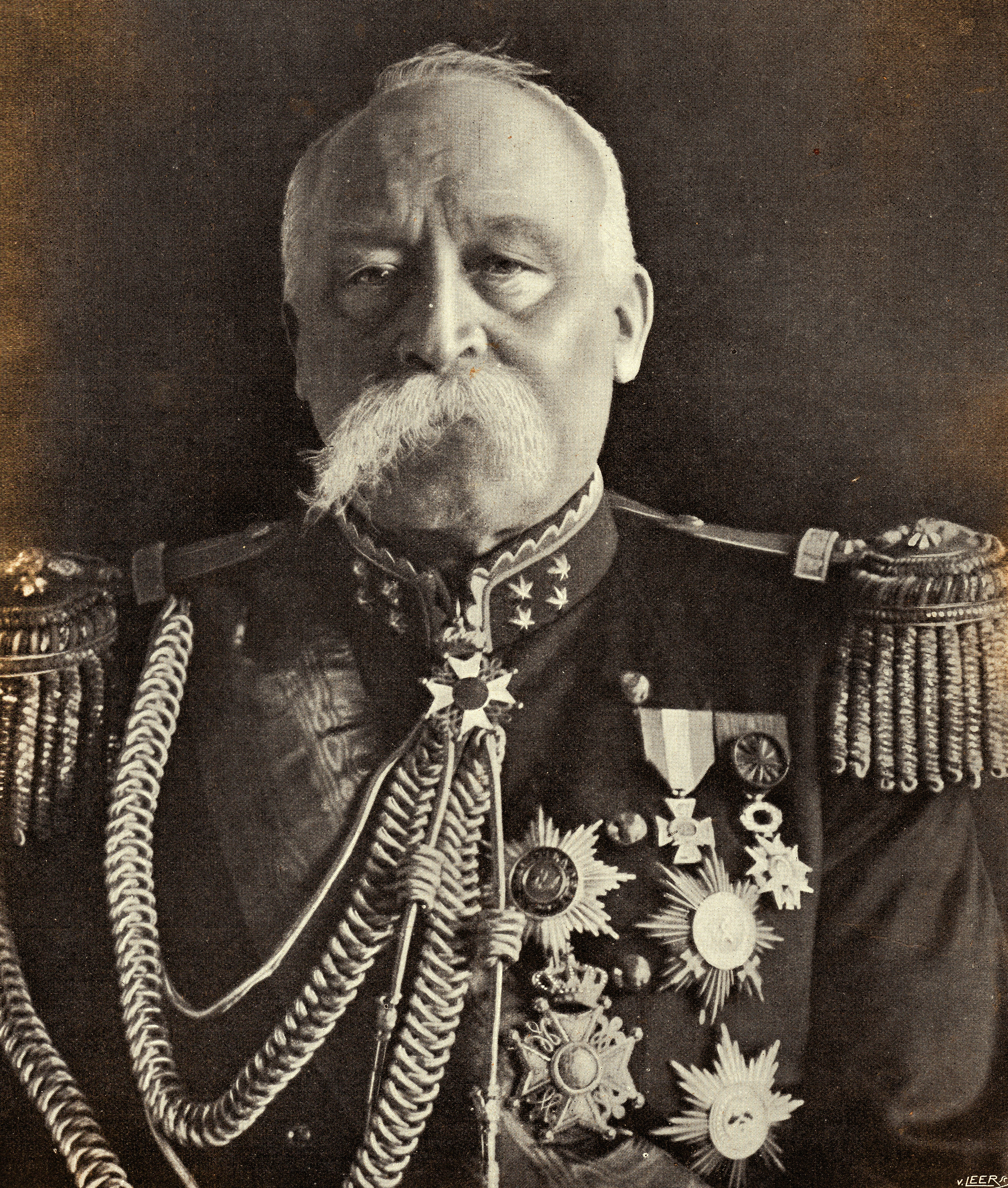
Generalleutnant Arthur Kool (Fotografie von Anthonius Johannes Willebrordus Maria de Veer, 1909).

Arthur Kool (* 21. Februar 1841 in Maastricht; † 24. März 1914 in Den Haag) war ein niederländischer Offizier und Politiker der Liberalen Union (Liberale Unie), der zwischen 1879 und 1883 Mitglied der Zweiten Kammer der Generalstaaten (Tweede Kamer der Staten-Generaal) sowie im Kabinett Pierson 1901 für einige Monate Kriegsminister war. In dieser kurzen Zeit gelang es ihm die Pläne zur Heeresreform durch das Parlament zu bringen, wobei das von ihm verteidigte System sogar noch teurer als das System war, das zuvor von der Zweiten Kammer der Generalstaaten abgelehnt worden war. Er war daraufhin als Generalleutnant zwischen 1901 und 1907 Chef des Generalstabes sowie von 1907 bis 1909 Kommandeur des Feldheeres.

## Leben
Arthur Kool, Sohn eines Ingenieuroffiziers und späteren Chefingenieurs beim Bau der Staatsbahnen, war nach Abschluss einer Offiziersausbildung zunächst Offizier der Artillerie. Am 28. April 1879 wurde er für die Liberalen erstmals im Wahlkreis Arnhem Mitglied der Zweiten Kammer der Generalstaaten (Tweede Kamer der Staten-Generaal) und gehörte dieser bis zum 8. September 1883 an. Er besiegte 1879 zunächst Alexander de Savornin Lohman von der Anti-Revolutionaire Partij (ARP) bei einer Nachwahl sowie bei den allgemeinen Wahlen 1879 Gerard Jacob Theodoor Beelaerts van Blokland von der ARP. Als Parlamentsabgeordneter sprach er hauptsächlich über militärische Angelegenheiten, aber auch über Justiz (Strafgesetzbuch), Kolonien und Eisenbahnen. In den vier Jahren, in denen er Mitglied des Parlaments war, stimmte er immer gegen den Kriegshaushalt, und war von Juni 1881 bis September 1883 Mitglied des parlamentarischen Untersuchungsausschusses zum Betrieb der niederländischen Eisenbahnen. Bei den Wahlen 1883 verzichtete er auf eine erneute Kandidatur und nahm seine militärische Laufbahn wieder auf. Er wurde am 1. Oktober 1889 zum Oberst der Artillerie (Kolonel der artillerie) sowie am 1. Dezember 1897 zum Generalleutnant der Artillerie (Luitenant-generaal der artillerie) befördert. Als solcher war er vom 31. August 1898 bis zum 24. März 1914 Adjutant im außerordentlichen Dienst der Königin Wilhelmina und brachte in dieser Zeit der jungen Königin die Landesverteidigung bei.
Am 29. März 1901 wurde er durch Königlichen Beschluss zum Kriegsminister ernannt und bekleidete dieses Amt im Kabinett Pierson vom 1. April bis zum 1. August 1901. Er trat damit die Nachfolge von Generalleutnant Kornelis Eland an, der wegen eines von ihm für inakzeptabel erklärten Änderungsantrags durch Jan van Gilse zur Dienst- und Wehrpflicht zurückgetreten war. Er erstellte das Milizgesetz von 1901 (Militiewet 1901), mit dem Gesetz das Kasernensystem für ein gesetzlich bestimmtes Kontingent von Wehrpflichtigen eingeführt wurde. Die Ausbildungszeit für die berittenen Einheiten wurden auf zwölf Monate festgelegt, wovon ein Teil von 7500 Mann während der Wintermonate als „Ständiger Teil“ für den notwendigen Wachdienst, die Kaderausbildung und eine eventuelle Mobilisierung unter Waffen blieb. Durch die Heeresreform erhöhte sich das Feldheer auf 45.000 Mann mit einem jährlichen Kontingent von 17.500 Mann. 1901 entwarf er zudem mit Innenminister Hendrik Goeman Borgesius mit dem Milizgesetz das Gesetz zur Regelung der Landwehr und zur Abschaffung der Miliz (Wet tot regeling van de landweer en tot opheffing van de schutterij). Die entlassenen Milizsoldaten dienten sieben Jahre lang in der Landwehr (Landweer), deren Offiziere und Unteroffiziere aus der Reserve stammten, wobei auch Freiwillige dazugehören konnten. Nach dem Ende der Amtszeit des Kabinetts Pierson wurde ihm das Amt als Kriegsminister im darauf folgenden Kabinett Kuyper angeboten, was er allerdings ablehnte.
Stattdessen kehrte Generalleutnant Arthur Kool in den Militärdienst zurück war zunächst zwischen dem 1. August 1901 bis 1. Oktober 1907 Chef des Generalstabes (Chef van de Generale Staf) und zugleich bis 1907 Vorsitzender der Ständigen Kommission für das militärische Eisenbahnwesen (Permanente militaire spoorwegcommissie). Zuletzt wurde er am 1. Oktober 1907 Kommandeur des Feldheeres (Commandant van het veldleger) und verblieb auf diesem Posten bis zum 1. November 1909. 1908 war er als Berater von Formateur Theo Heemskerk bei der Suche nach einem geeigneten Kandidaten für das Kriegsministerium beteiligt, woraufhin Generalleutnant Frederik Henri Alexander Sabron dieses Amt im Kabinett Heemskerk übernahm.

## Weblink
- A. Kool (Parlement & Politiek) (Memento vom 25. August 2021 im Internet Archive)